# Norbert Josef Pitrof
Norbert Josef Pitrof (16. ledna 1907 Vrbka – 24. května 1995 Pegnitz) byl česko-německý železniční modelář a výtvarník.

## Život
Norbert Josef Pitrof se narodil jako nemanželský syn. Jeho matka Emilie Turschová bydlela ve Vrbce čp. 30, kde byla služebnou. otec byl podkovář a kolář v Postoloprtech čp. 17. Norbert byl legitimizován až v roce 1911, kdy se rodiče vzali. Pitrof se vyučil řemeslům svého otce a soukromě se učil kreslit a malovat. Po vyučení pracoval jako reklamní grafik v Karlových Varech.
V roce 1943 začal studovat na Akademii výtvarných umění v Norimberku u Otto Michaela Schmitta. Protože se po druhé světové válce nemohl vrátit do vlasti, usadil se v roce 1946 v Gößweinsteinu v Bavorsku, kde působil jako umělec na volné noze. V šedesátých letech získal řadu zakázek na výtvarné řešení veřejných budov v okrese Pegnitz, kam se také přestěhoval po pobytu ve Frankfurtu nad Mohanem v letech 1957–1960. Následně působil v celém jižním Německu.
Pitrof byl výtvarně činný až do posledního roku svého života, než musel přestat pracovat kvůli téměř úplné ztrátě zraku způsobené oční chorobou. Zemřel v důsledku zlomeniny stehenní kosti, z níž se již nikdy nezotavil.

## Dílo
V 50. letech 20. století se Pitrof začal zajímat o železniční modely, které se nejprve staly jeho koníčkem. Od počátku roku 1958 publikoval v časopise Miniaturbahnen (MIBA) články, ve kterých ukazoval a vysvětloval návrhy celých modelových železničních plánů i návrhy jednotlivých oblastí, jako jsou železniční stanice nebo drobné detaily: železniční přejezdy a opěrné zdi. Zvláštností těchto příspěvků byla kreslená perspektivní, někdy velmi detailní vyobrazení, která poskytovala představu možného vzhledu realizovaného plánu.
Pitrofovy návrhy si rychle získaly oblibu a byly považovány za důležitý zdroj inspirace, ačkoli zejména jeho dispoziční plány často nebylo možné realizovat bez úprav. Hlavní důraz často kladl na výtvarné řešení a atraktivitu krajinných forem, scénářů a detailních řešení spíše než na praktickou proveditelnost. To však nijak neubralo na popularitě a šíření jeho návrhů, které byly inspirovány zejména hornofranckým regionem. Počátkem roku 1961 začal pro tyto práce používat umělecké jméno Pit-Peg, složené z prvních písmen svého příjmení a místa bydliště Pegnitz.
Jeho první kniha Anlagen-Fibel vyšla v roce 1962. Do roku 1981 následovalo pět dalších knih, které se zabývaly různými aspekty železničních modelů. V roce 2005 vydalo nakladatelství MIBA-Verlag knihu shrnující nejdůležitější Pitrofovy práce. Původní černobílé kresby byly částečně přebarveny a doplněny novými doprovodnými texty. Ty někdy upozorňovaly na nesrovnalosti v měřítku nebo kresbě plánů kolejiště, které mělo být realizováno.

### Knihy
- Anlagen-Fibel (s Wernerem Walterem Weinstötterem), MIBA-Verlag, Nürnberg 1962
- Pit-Peg’s Panoramen (s Michaelem Meinholdem a Wernerem Walterem Weinstötterem), MIBA-Verlag, Nürnberg 1978
- Pit-Peg’s Anlagen-Fibel (s Michaelem Meinholdem a Wernerem Walterem Weinstötterem), MIBA-Verlag, Nürnberg 1978
- Pit-Peg’s Skizzen-Buch (s Michaelem Meinholdem a Wernerem Walterem Weinstötterem); MIBA-Verlag, Nürnberg 1979
- Pit-Peg’s Bauprojekte; MIBA-Verlag, Nürnberg 1981
- Pit-Peg’s Bauprojekte 2; MIBA-Verlag, Nürnberg 1981
- Pit-Peg: Panoramen, Skizzen, Anlagen, Bauprojekte; MIBA-Verlag, Nürnberg 2005